# Pol Popovic Karic
Pol Popovic Karic (Belgrado, 21 de octubre de 1962) es un profesor e investigador mexicano de origen serbio, dedicado a la literatura en español, inglés y francés en el Tec de Monterrey, Campus Monterrey. Ha publicado y editado varios libros y artículos para journals internacionales. Su investigación ha sido reconocida con membresía nivel 2 en el Sistema Nacional de Investigadores y la Academia Mexicana de Ciencias.

## Vida y Educación
Popovic Karic nació en Belgrado. durante el periodo de Yugoslavia. Actualmente está casado.
Popovic tiene un doctorado en literatura contemporánea de la Universidad Iberoamericana (1998), y un doctorado en Literatura Francesa por parte de la Universidad de Texas en Austin, y también una maestría en Literatura Francesa de la  Universidad de Arizona así como un bachelor en Francés de la Universidad de Arkansas.

## Carrera
Popovic ha sido un profesor de tiempo completo del Tec de Monterrey desde 1997, donde sus especialidades en enseñanza son literatura en Inglés, Francés y Español. También ha enseñado literatura y cultura, Literatura Europea y literatura del siglo XX.
Popovic Karic es el fundador y co-orgnaizador del Coloquio Internacional Anual de Literatura (CLFIL). Él es el coordinador del comité de rediseño de Lecturas y Videos, el editor de la revista Humanidades y Trayectorias y el coordinador del coloquio literario para la Ferial Internacional de Libro en Monterrey. También fue el redactor jefe de Alphabetum, un journal internacional de crítica literaria.
De 1993 a 1997 fue profesor de la Universidad de Monterrey. Desde 1990 hasta 1993 fue asistente de enseñanza en la Universidad de Texas Austin, donde enseñó gramática, composición, conversación e introducción a la literatura Francesa. También fue asistente de enseñanza en la Universidad de Arizona (1986-1989) y prefecto en la Universidad de Arkansas (1982-1986).
Sirvió como intérprete de arte en las Naciones Unidas durante la cumbre 2002 en África y es actualmente cónsul honorario de Serbia para Nuevo León, México.
Su trabajo ha sido reconocido como membresía Nivel 2 en el Sistema Nacional de Investigadores en 2013 y tiene membresía en la Academia Mexicana de Ciencias en 2011.

## Trabajos Publicados
Popovic Karic es investigador con la Cátedra de Investigación en Literatura Latinoamericana Contemporánea y tiene 3 especialidades de investigación: análisis de literatura (prosa, poesía y teatro), teoría literaria para el estudio de las relaciones sociales y la muestra de la sociedad contemporánea en literatura Latino Americana. Él considera que el análisis de la literatura tiene un impacto trascendente en el entendimiento de la realidad y que también abre puertas a nuevas culturas, así como su apoyo en el mejoramiento de la pensamiento analítico y crítico.
Su investigación ha llevado a la autoría de 2 libros Conflictos y afectos en la literatura Mexicana (2011) y  Ironic Samuel Beckett(2006).
También es coeditor de una serie de libros sobre Autores Latinoamericanos, incluyendo Luisa Valenzuela, Julio Cortázar, Rosario Castellanos, Mario Vargas Llosa, José Emilio Pacheco, Alfonso Reyes yCarlos Fuentes del 2002 al presente.
Aúnado a lo anterior, ha escrito más de 22 artículos en publicaciones Internacionales y Mexicanas, junto con la traducción de textos sociales, literarios y científicos y es un columnista de periódico 'freelancer'.